# Дальний (Красноярский край)
Дальний — упразднённый посёлок в Уярском районе Красноярского края России. Входил в состав Балайского сельсовета. Упразднен в 2021 г.

## География
Географическое положение
Расстояние до:
районного центра Уяр: 44 км.
областного центра Красноярск: 77 км.
Ближайшие населённые пункты
Кедровый 13 км, Речка 16 км, Хвойный 23 км, Никольское 31 км

## Население
| 2010 |
| ---- |
| 0    |